# Иванково (Целинный район)
Иванково — село в Целинном муниципальном округе Курганской области России.

## География
Село находится на юго-западе Курганской области, в пределах юго-западной части Западно-Сибирской равнины, в лесостепной зоне, на северном берегу озера Иванкова, на расстоянии примерно 23 километров (по прямой) к северо-западу от села Целинного, административного центра округа. Абсолютная высота — 172 метра над уровнем моря.

### Климат
Климат характеризуется как резко континентальный, с холодной продолжительной малоснежной зимой и жарким сухим летом. Средняя продолжительность безморозного периода составляет 113 дней. Среднегодовое количество атмосферных осадков — 397мм.

## История
До 1917 года входило в состав Заманиловской волости Челябинского уезда Оренбургской губернии. По данным на 1926 год деревня Иванкова состояла из 54 хозяйств. В административном отношении являлась центром Иванковского сельсовета Усть-Уйского района Челябинского округа Уральской области.

## Население
| 1989 | 2002 | 2010 |
| ---- | ---- | ---- |
| 290  | ↘278 | ↘206 |

По данным переписи 1926 года в деревне проживало 288 человек (134 мужчины и 154 женщины), в том числе: русские составляли 97 % населения, киргизы - 3 %.

### Гендерный состав
По данным Всероссийской переписи населения 2010 года в гендерной структуре населения мужчины составляли 45,6 %, женщины — соответственно 54,4 %.

### Национальный состав
Согласно результатам Всероссийской переписи населения 2002 года, в национальной структуре населения русские составляли 73 %.